# Lenka Procházková
Lenka Procházková (* 24. března 1951 Olomouc) je česká prozaička, signatářka Charty 77, novinářka, publicistka a bývalá diplomatka, dcera spisovatele, scenáristy a jednoho z protagonistů Pražského jara Jana Procházky.

## Životopis
Lenka Procházková se narodila v Olomouci, ale základní školu již studovala v Praze. Po maturitě na gymnáziu byla přijata na Fakultu sociálních věd Univerzity Karlovy, kde studovala necelé čtyři roky obor žurnalistiky. Po předčasné smrti jejího otce Jana Procházky roku 1971 byla z politických důvodů ve školy vyloučena a složila rozdílové zkoušky na Filozofickou fakultu Univerzity Karlovy, kde promovala v roce 1975.
Atmosféru pohřbu Jana Procházky popisuje ve svém fejetonu Děkovačka pro hrobníka. Po otcově smrti jako nejstarší ze tří dcer zdědila psací stroj. Své první fejetony v novinách uveřejňovala pod pseudonymem Lenka Burianová. V té době již vychovávala dceru Mariu Procházkovou, jejíž otec, kameraman Tomáš Procházka, emigroval do zahraničí v roce 1976. Tento autobiografický příběh Procházková volně zpracovala ve svém románu Oční kapky.

### Disent a Charta 77
Po mateřské dovolené nastoupila do zaměstnání jako uklízečka v Národním divadle (v budově Tylova divadla), protože práci v oboru nesměla z politických důvodů vykonávat. V tomto zaměstnání setrvala dvanáct let až do Sametové revoluce roku 1989. Román Růžová dáma nabídla k vydání pod vlastním jménem. V té době však byla již signatářkou Charty 77, a proto kniha nevyšla. Růžová dáma byla poprvé vydána v samizdatové edici Petlice, což mělo pro autorku osudový význam – vznik přátelství se spisovatelem Ludvíkem Vaculíkem. Ten se stal později na mnoho let jejím životním partnerem a otcem mladší dcery Cecílie Jílkové (za svobodna Vaculíkové) a syna Josefa Vaculíka. Ludvík Vaculík byl společně s Janem Procházkou jedním z hlavních aktérů Pražského jara a po dezinformační kampani StB proti Janu Procházkovi Svědectví od Seiny, kterou vysílala Československá televize, Československý rozhlas a šířily ji deníky Rudé právo a další noviny, upozorňoval v otevřeném dopise generálnímu prokurátorovi na to, že nahrávky nelegálních odposlechů byly upraveny střihem.
Po samizdatovém vydání Růžová dáma vyšla v exilovém nakladatelství Index v Kolíně nad Rýnem a byla oceněna americkou Cenou Egona Hostovského. Brzy na to vyšla též v němčině a švédštině. V zahraničí vyšly také knihy Přijeď ochutnat, Hlídač holubů, Oční kapky a Smolná kniha.

### Činnost po Sametové revoluci
Po r. 1989 již autorka publikovala oficiálně a kromě reedice starších věcí vydala novelu o Janu Masarykovi Pan Ministr, romaneto Šťastné úmrtí Petra Zacha, sbírku povídek Zvrhlé dny, sbírky fejetonů Dopisy z Bamberku a Jak si stojej nebožtíci, dále předlohy k televizním hrám: O babě hladové (hrají Bolek Polívka, Dagmar Havlová a Ivana Chýlková), Milá slečno! a Navštívení a rozhlasové hry: Čtyři ženy Alexandra Makedonského, Exitus a Milostiplná.
Stala se členkou Českého PEN klubu, Obce spisovatelů, Syndikátu novinářů, zakládající členkou spolku Šalamoun na podporu nezávislé justice, kde od roku 1994 ve funkci předsedkyně mediálně pokrývala kauzu vlastnického sporu o korunovační katedrálu sv. Víta.
Od jara 1999 strávila rok na tvůrčím stipendiu v Mezinárodním domě umělců v Bamberku, kde napsala historický román Beránek. Následoval román Slunce v úplňku – příběh Jana Palacha, popisující Invazi do Československa v roce 1968 pohledem hlavního hrdiny Jana Palacha.

### Kulturní a politické působení po roce 2000
Do roku 2004 byla též členkou Rady Českého rozhlasu a předsedkyní Společnosti Národní knihovny. Od roku 2003 do roku 2007 byla ve funkci kulturní atašé velvyslanců Rudolfa Slánského a Vladimíra Galušky na českém velvyslanectví na Slovensku.
Od října 2008 vyučovala tvůrčí psaní na Literární akademii Josefa Škvoreckého. V roce 2010 byla společně se zakladatelem Nadace Charty 77 Františkem Janouchem zakladatelkou inciativy Defenestrace 2010, která propagovala používání preferenčních hlasů u parlamentních voleb v roce 2010. Voliči ve volbách rozdali 3,7 milionu preferenčních hlasů a vyřadili tak více než sto poslanců ze Sněmovny.

### Boj proti církevním restitucím
V roce 2012 byla parlamentem projednávána kontroverzní novela zákona o církevních restitucích, proti jejímuž schválení Procházková vystupovala nejen mediálně, ale také podala v té souvislosti trestní oznámení na premiéra Petra Nečase a později také na kardinála Dominika Duku. Vyjádřila také názor, že pokud by prezident republiky zákon podepsal, dopustil by se tím velezrady. Ze stejného důvodu také kandidovala ve volbách do Senátu v roce 2012 jako nezávislá s podporou strany Věci veřejné v pražském volebním obvodu 23. Do senátu zvolena nebyla. V druhém kole voleb podpořila komunistického kandidáta Jiřího Dolejše, který měl obdobný program proti církevním restitucím, na rozdíl od kandidátky a poté senátorky Daniely Filipiové z ODS. Založila také web stop-cirkevním-restitucim.cz, který nabízel širokou knihovnu dokumentů včetně dobových dokumentů, argumentů, ekonomických a právních analýz.

#### Argumentace Procházkové sestávala z bodů, že:
1. Majetek měla církev pouze ve správě a měl od doby Josefa II. veřejnoprávní charakter, neměl vlastnické atributy a dispozice s ním byla stále výrazně omezena. Jednotlivé vlastnické subjekty (např. kostely, kongregace, obročí, kapituly, nadace) už od dob Josefa II. nebyly soukromými vlastníky, ale podléhaly státnímu dozoru, zatímco církev jako celek vůbec neměla právní subjektivitu[50]. Proto podle Procházkové přiznání majetku řádům a kongregacím do soukromého vlastnictví v roce 1992 ve skutečnosti nebylo restitucí, nýbrž bylo darem.[52] Vycházela přitom z několika analýz včetně právně historické expertizy Univerzity Karlovy[53], kterou zpracovali z právně historického hlediska Vladimír Kindl a z hlediska ústavního a správního práva Vladimír Mikule, nebo z analýzy JUDr. Karola Hrádely[50] a odborníka na ústavní právo Prof. Václava Pavlíčka[54].
2. Církev do svých nároků pod heslem "Co bylo ukradeno, musí být vráceno!" odkazujícím na komunistické vyvlastňování zahrnovala i majetky, které jí byly zabaveny již pozemkovou reformou z let 1919 až 1936.
3. Finanční náhradu za nemovitosti nevydatelné odhadovala pouze církev sama a odhady soukromých odhadců byly nadhodnoceny. Stát tyto odhady ani rozsah nevydatelných nemovitostí nijak nekontroloval. Seznam nevydatelných majetků, za něž měly být vyplaceny náhrady, nebyl poslancům před hlasováním o legislativě předložen[55].

#### Argumentace vládní strany a církve sestávala z bodů, že:
1. Expertiza Univerzity Karlovy[53] nepopírala, že církevní subjekty byly vlastníky majetku, ale zdůrazňovala, že nakládací právo bylo podmíněno souhlasem státní správy a užívací právo ke kostelům a kaplím bylo veřejnoprávní povahy, takže vrácení majetku k volné dispozici není restitucí. Analýza Parlamentního institutu uváděla, že posudek byl sice nadepsán jako posudek Univerzity Karlovy, avšak žádné průvodní dokumenty k němu nebyly dodány, podle ústního sdělení dr. Mikuleho kanceláři Poslanecké sněmovny bylo zpracování posudku zadáno Úřadem vlády ČR Univerzitě Karlově, která pověřila jeho vypracováním Právnickou fakultu, avšak text zadání posudku není znám.[56] Podle Daniela Koláře zmínění dva docenti Univerzity Karlovy zpracovali tato svá soukromá stanoviska prý na žádost tehdejšího místopředsedy vlády Pavla Rychetského, avšak neměli žádné zmocnění ze strany univerzity a rovněž Úřad vlády později popřel, že by něco oficiálně objednal.[57]
2. Vláda Mirka Topolánka měla také k dispozici posudky: od právníků a historiků z Univerzity Karlovy v Praze, Masarykovy univerzity v Brně, Západočeské univerzity v Plzni a Historického ústavu Akademie věd ČR, které se shodly na tom, že se o církevní majetek jednalo.[42]
3. Lenka Procházková také sdělila informaci, že kardinál Tomášek měl v srpnu 1991 v děkovné řeči ohledně restitucí říci: „Toto je poslední nárok, který církve vznášejí“. Takový výrok se však nikdy nepodařilo doložit. Spolupracovník Arcibiskupství pražského a současný člen SPD Josef Nerušil uvedl, že prohledal archiv Rudého práva a tematická Radiofóra z té doby, ale nalezl pouze článek z 27. února 1992, kde byl podobný výrok (o tom, že jde o poslední iniciativu vlády ohledně církevních restitucí) přiřčen místopředsedovi federální vlády Jozefu Mikloškovi a článek ze 14. března 1992, který informaci z 27. února dementoval a upravoval. Je tedy možné, že historie údajného výroku vznikla z těchto zpráv.

#### Výsledek sporu
Novela zákona o církevních restitucích byla schválena převahou pouze dvou hlasů, z nichž jeden patřil Romanu Pekárkovi, v České republice vůbec prvnímu zákonodárci, který byl odsouzen během výkonu funkce. Pekárek se stal poslancem jako náhradník poté, co mandát složili tři rebelující poslanci ODS. Následně pomohl koalici schválit reformní zákony i církevní restituce. Po následné kritice pozastavil členství ve straně, mandátu se však vzdát nehodlal. Vrchní státní zastupitelství v Praze došlo k závěru, že přijetí zákona neprovázel žádný trestný čin. Rovněž Ústavní soud v červnu 2013 zamítl návrh skupiny senátorů na zrušení zákona, avšak odlišné stanovisko uplatnil například předseda Ústavního soudu Pavel Rychetský. Průzkum veřejného mínění prováděný pro Českou tiskovou kancelář agenturou SANEP uvedl, že většina respondentů církevní restituce neschvaluje. Prezident Václav Klaus zákon ani nevetoval, ani nepodepsal.

### Kritika obnovy Mariánského sloupu v Praze
Lenka Procházková se kriticky vyjadřovala k možnosti obnovy Mariánského sloupu na Staroměstském náměstí v Praze. svůj nesouhlas zdůvodňovala souvislostí stavby původního sloupu s popravou stavovské elity po bitvě na Bílé hoře. Ve svých textech označila sloup za symbol náboženské nesnášenlivosti a symbol utlačovatelského režimu. V souvislosti s přípravou výstavby nového sloupu vyzývala k tomu, aby bylo výstavbě zabráněno, než začne.

### Nominace do rady ÚSTR
V březnu 2017 navrhl prezident Miloš Zeman Lenku Procházkovou za členku Rady Ústavu pro studium totalitních režimů (ÚSTR). Nominaci provázela kritika jejích současných postojů, mimo jiné od pracovníků ÚSTR. Ti poukazovali na to, že „spisovatelka podle nich s hodnocením minulosti nakládá ideologicky a používá propagandistický a demagogický styl”. V polovině dubna 2017 proběhla v Senátu PČR dvě kola tajné volby, ani v jednom však neuspěla.
V květnu 2019 Procházkovou prezident Miloš Zeman opět navrhl Senátu PČR za členku Rady Ústavu pro studium totalitních režimů. V souvislosti s opětovným navržením uvedl internetový týdeník Echo24 níže uvedené:
Odboráři ÚSTR v otevřeném dopise poukázali na vystoupení Procházkové, při kterých třeba pálila symboly NATO, vyzývala Česko, aby se stalo pátou kolonou v Evropské unii, nebo katolickou církev označovala v souvislosti s majetkovým vyrovnáním za národního nepřítele. Invazi vojsk Varšavské smlouvy v srpnu 1968 pak hodnotila jako zradu západních politiků, kteří změny v Československu obětovali pro udržení mocenského rozdělení světa.
Echo24, 9. května 2019
Před hlasováním v červnu 2019 o své kandidatuře se Lenka Procházková představila projevem přítomným senátorům, v němž pronesla níže uvedené. Ani v této volbě nebyla zvolena.
Před dvěma lety mě tehdejší složení Senátu nezvolilo. Moje skutky proti někdejší totalitě byly shledány příliš lehkými ve srovnání s druhou miskou vah, zatíženou mými články, knihami a veřejnými projevy reagujícími na současnou politickou situaci. Kdysi to byl strojem psaný samizdat, jehož autoři a šiřitelé byli vystaveni policejní zvůli, dnes je to internetová alternativa, které je opět vyhlašován boj. Jiná doba, jiné nálepkování, pokročilejší praktiky cenzury, ale stejný záměr: vykolíkovat terén a připravit jej pro novou dračí setbu.
Lenka Procházková, Video na sociální síti Facebook, 12. června 2019

## Kontroverze

### Občanské aktivity a podpora nezávislých médií
Lenka Procházková je redaktorkou nezávislého webu Nová republika, který v roce 2013 založil MUDr. Ivan David, CSc., současný poslanec europarlamentu ve frakci Identita a demokracie. Moderovala debaty s kontroverzními osobnostmi, jako je učitelka Martina Bednářová a dalšími. Pravidelně se účastní letních Vlasteneckých setkání na zámku Příčovy, kde vystupují zástupci opozičních parlamentních i neparlamentních stran a iniciativ.
Proběhlo i několik „vlasteneckých setkání“ s účastí několika politiků a aktivistů z různých částí politického spektra, které spojuje vyhrocený nacionalismus. Těmto akcím se dostalo zpravodajského pokrytí ze strany tzv. alternativních médií.
Zpráva o extremismu a předsudečné nenávisti na území České republiky v roce 2020, 
Odbor bezpečnostní politiky Ministerstva vnitra
Spolu se signatářem Charty 77, publicistou a bezpečnostním analytikem Janem Schneiderem (1955) zastávají funkci mluvčích společenství PRAK pro obranu politicky pronásledovaných osob a svobody slova. Účastnila se řady demonstrací proti omezování svobody slova, na podporu Juliana Assange, proti postupu Severoatlantické aliance, každoročních pietních shromáždění 2. května k uctění památky obětí během požáru Domu odborů v ukrajinské Oděse a dalších. Každoročně má projev 24. března před Velvyslanectvím Srbské republiky k výročí bombardování bývalé Jugoslávie. Iniciovala také petici o referendu pro setrvání či vystoupení z NATO a vystoupila na veřejném slyšení v petičním výboru na toto téma ve Sněmovně 22. listopadu 2023.

## Ocenění
- Cena Egona Hostovského (1982)
- Cena unie českých spisovatelů (2012)
- Medaile Za zásluhy I. stupně (2018)

## Dílo

### Povídky
- Počítám lidi – samizdatové vydání (1974–1975)
- Tři povídky – vydáno v samizdatovém nakladatelství Edice Petlice (1979)

### Romány
- Růžová dáma – první a druhé vydání v samizdatovém nakladatelství Edice Petlice (1980, 1982)[5], třetí vydání v exilovém nakladatelství Index v Kolíně nad Rýnem (1982), německé vydání v nakladatelství George Bittera (1983), další česká vydání po revoluci v 1990, 1995 (nakladatelství Tiberone)[5], 2006 (nakladatelství Eroika)[75]
- Oční kapky – první vydání v samizdatovém nakladatelství Edice Petlice[4] (1982), druhé vydání po revoluci v nakladatelství Atlantis[4]
- Smolná kniha – první vydání v samizdatovém nakladatelství Edice Petlice[11](1989), druhé vydání po revoluci v nakladatelství Atlatnis[11](1992)
- Pan ministr – nakladatelství Primus[12] (1996)
- Beránek – apokryfní román o Ješuovi z Nazareta, 1, vydání nakladatelství Diderot[25] (2000), 2. vydání nakladatelství Eroika
- Narušitel – román o diplomatech psaný během diplomatického pobytu ve funkci kulturní atašé na Slovensku, nakladatelství Eroika[76] (2007)
- Slunce v úplňku – román o Janu Palachovi vycházející ze samizdatového dokumentu Jan Palach (1988. spoluautor Jiří Lederer), nakladatelství Eroika [26](2008), druhé vydání nakladatelství XYZ[26] (2018)

### Sbírky povídek
- Přijeď ochutnat – první vydání v samizdatovém nakladatelství Edice Petlice[9] (1982), druhé vydání po revoluci v nakladatelství Československý spisovatel[9] (1991)

- Slepice v klubu – povídky ze sbírky Přijeď ochutnat vydané v novém upraveném vydání, nakladatelství Eroika[77] (2007)
- Hlídač holubů – první vydání v samizdatovém nakladatelství Edice Petlice[10], druhé vydání v exilovém nakladatelství Index v Kolíně nad Rýnem[10] (1987)
- Zvrhlé dny – nakladatelství Primus[14] (1995)

### Politické texty
- Jak si stojej nebožtíci – sbírka fejetonů a esejů, spoluautor JUDr. Aleš Pejchal, nakladatelství Votobia[16] (1999)
- Bílý klaun – nakladatelství Epocha (2014)[78]
- Nejsou to bohové! – nakladatelství Epocha (2015)[79]
- Živé duše – nakladatelství Procházka Publishing, ilustrace Lukáš Fibrich, (2017)[80]
- My kacíři – nakladatelství Ivan David[81] (2020)

### Divadelní hry vydané knižně
- Celebrita – nakladatelství Větrné mlýny[82] (2010)
- Viva la Revolution – sbírka divadelních her, nakladatelství Větrné mlýny[83] (2018)

### Další knihy
- Šťastné úmrtí Petra Zacha – nakladatelství Primus[13] (1997)
- Zpráva spolku Šalamoun o stavu české justice[24] (1994)
- Dopisy z Bamberku – sbírka dopisů psaným dcerám ze stipendijního pobytu v Německu, nakladatelství Primus[15] (1995)
- Za Fidelem na Kubu – cestopis, nakladatelství Millenium Publishing[84] (2011)
- Zvonek a pak chorál – knižní rozhovor vedený Ivou Pekárkovou, nakladatelství Millenium Publishing[85] (2010)
- Zavři oči – magické příběhy na dobrou noc, literatura pro děti, 1. vydání v r. 2005, ilustrace Cecílie Jílková, 2. vydání v roce 2012, ilustrace Lukáš Fibrich, [86]
- Doupátko a další literární scénáře – sbírka literárních scénářů[87] (2022)
- Stát jsme my! – knižní rozhovor s Jaroslavem Baštou a sbírka politických textů, spoluautor Jaroslav Bašta[88], nakladatelství Ivan David (2022)
- My byli jsme a budem! – knižní rozhovor s MUDr. Ivanem Davidem, CSc. a sbírka politických textů, spoluautor MUDr. Ivan David, CSc.,[89](2023)

### Rozhlasové hry
- Čtyři ženy Alexandra Makedonského, dramaturg: Hynek Pekárek, režie: Ivan Chrz [20] (1991)